# Matrice di assegnazione responsabilità

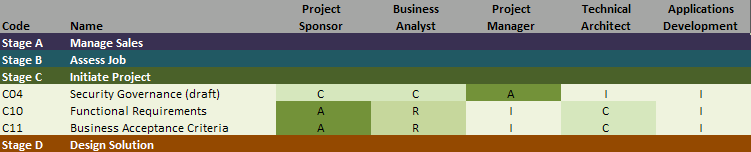
Un esempio di matrice RACI

La matrice di assegnazione responsabilità pone in relazione le risorse con le attività delle quali sono responsabili, o con loro aggregazioni.
Tipicamente, pone in relazione le risorse umane di un organigramma con i principali processi aziendali dei quali sono responsabili, oppure, a livello più basso, con le attività previste dal processo aziendale.
La matrice RACI specifica il tipo di relazione fra la risorsa e l'attività: Responsible, Accountable, Consulted, Informed. Con tale strumento viene indicato "chi fa che cosa", all'interno di una organizzazione.
La matrice attività/risorse, ovvero la matrice RACI, può essere utilizzata per la modellazione dei processi aziendale di base. Introducendo una sequenza fra le attività e incrociandole con gli attori del processo, si può rappresentare un diagramma di flusso della procedura da osservare.
Una modellazione di questo tipo non tiene conto della tecnologia, in termini di informazioni scambiate fra gli attori e delle applicazioni eventualmente utilizzate.

## Ruoli chiave
La matrice RACI prende la propria denominazione dalle iniziali dei ruoli previsti in lingua inglese per l'esecuzione delle attività dei processi aziendali. I ruoli previsti dalla matrice sono:
Responsible (R)
è colui che esegue e assegna l'attività.
Accountable (A)
è colui che ha la responsabilità sul risultato dell'attività. A differenza degli altri 3 ruoli, per ciascuna attività deve essere univocamente assegnato.
Consulted (C)
è la persona che aiuta e collabora con il Responsible per l'esecuzione dell'attività.
Informed (I)
è colui che deve essere informato, al momento dell'esecuzione dell'attività o (spesso) al suo completamento.

## Alternative

### RASCI o RASIC
La RASCI (talora RASIC) è una versione estesa della matrice RACI, in cui viene aggiunta una figura:
Support (S)
è colui che aiuta materialmente il Responsible
A differenza del Consulted, che apporta essenzialmente le proprie conoscenze, il Support collabora col Responsible negli aspetti pratici.

### RACI-VS
La RACI-VS è da considerarsi una versione estesa della più tradizionale matrice RACI, particolarmente adattabile in caso di organizzazioni complesse.
Essa prevede l'introduzione di 2 ulteriori ruoli: 
Verifier (V)
è colui che verifica che il deliverable rispetti i criteri di accettazione.
Signatory (S)
è colui che approva la decisione del Verifier.

### RACIQ

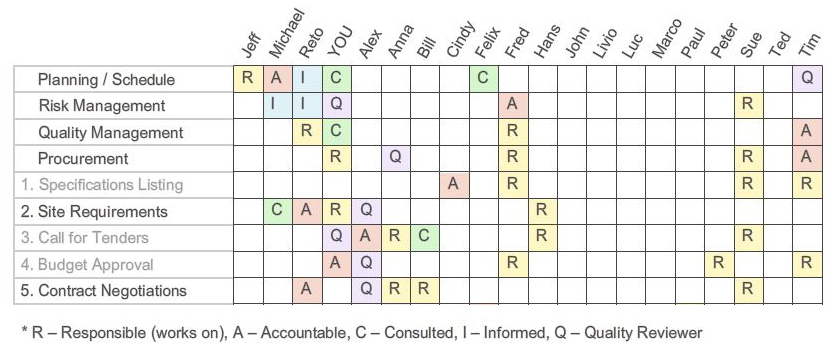
Un esempio di matrice RACIQ

La RACIQ è una versione estesa della matrice RACI, in cui viene aggiunta una figura:
Quality review (Q)
è colui che verifica che il prodotto o servizio soddisfi gli standard di qualità aziendali